# Манон Леско (опера)
«Мано́н Леско́» (фр. Manon Lescaut) — опера на 4 дії італійського композитора  Джакомо Пуччіні, поставлена за мотивами роману Антуана Франсуа Прево «Історія кавалера де Гріє і Манон Леско». Лібрето Марко Праги, Луїджі Ілліка, Джузеппе Джакозі, Д. Оліві та О. Малагарді. Прем'єра опери відбулася 1 лютого 1893 року в Турині.

## Дійові особи
- Манон Леско (сопрано)
- Кавалер де Ґріє, студент (тенор)
- Леско, сержант королівської гвардії (баритон)
- Ґеронт де Равуар, відкупник (бас)
- Едмонт, студент (тенор)
- Господар заїжджого двору (бас)
- Сержант (бас)
- Капітан корабля (бас)
- Ліхтарник (тенор)

## Зміст

### Дія перша
На поштовому дворі в Ам'єні Манон, яка прибула туди зі своїм братом, сержантом королівської гвардії, знайомиться з де Ґріє. Манон розповідає, що сім'я відправляє її в монастир, а брат супроводжує її. Де Ґріє охоплений пристрастю до Манон. Багатий відкупник, старий Ґеронт, який приїхав на тому ж диліжансі, що і Манон, хоче викрасти її. Він замовляє екіпаж, будучи впевненим, що Манон буде не в силах встояти перед його багатством. Але Манон закохується в де Ґріє, і вони виїжджають в екіпажі, найнятому Ґеронтом.

### Дія друга
Манон у палаці Ґеронта. Вона не витримала злиднів і, піддавшись умовлянням брата, опинилася в Ґеронта. Манон мріє про кохання і згадує де Ґріє. Старий Ґеронт входить в спальню Манон і милується нею. Він іде, несподівано з'являється де Ґріє. Вони кидаються один одному в обійми і забувають про все на світі. Старий Ґеронт застає їх разом. Манон сміється над ним, той іде, затамувавши плани помсти. Де Ґріє благає Манон бігти. Манон, незважаючи на прохання де Ґріє, бере з собою коштовності, і вони біжать, але наштовхуються на солдатів. Манон відводять під регіт Ґеронта: «Королеву, якщо скарбник того захоче, умить можна уявити розпусницею і злодійкою».

### Дія третя
У Гаврі готується до відплиття в американські колонії корабель, що везе жінок, засуджених за бродяжництво та розпусту. Серед них Манон Леско. Де Ґріє і Леско хочуть підкупити варту і влаштувати втечу. Але план не вдається. Жінок ведуть на корабель, де Ґріє благає капітана корабля дозволити йому плисти разом з Манон на заслання. Той погоджується і пускає де Ґріє на борт.

### Дія четверта
Життя засланців жахливе, до того ж син начальника колонії хоче силою опанувати Манон, і де Ґріє вбиває його. Манон і де Ґріє змушені тікати. Вони йдуть по степу, втомлені і голодні. Манон вмирає на руках де Ґріє: «Провину мою поглине час, злочини мої забудуться. Але любов моя не вмре ніколи».